# ادیتا گورنیاک
ادیتا آنا گورنیاک (لهستانی: Edyta Anna Górniak؛ ‏تلفظ در لهستانی: [ɛˈdɨta ˈɡurɲak]؛ زادهٔ ۱۴ نوامبر ۱۹۷۲) خواننده مشهور و بازیگر کولی‌تبار اهل لهستان است. وی از سال ۱۹۹۰ میلادی تاکنون مشغول فعالیت بوده‌است. وی نخستین زنی از لهستان بود که در مسابقه آواز یوروویژن سرکت کرد و به مقام دوم دست یافت.
وسعت صدای او در حدود ۴ اکتاو است. حرفه و شهرت او در سال‌های به سبب پخش تئوری‌های توطئه در مورد کووید-۱۹ و موارد دیگر به‌طور قابل توجهی آسیب دید.